# Henry Banks
Henry Edwin Banks (Croydon, 14 giugno 1913 – Indianapolis, 18 dicembre 1994) è stato un pilota automobilistico statunitense.
Corse la 500 Miglia sei volte tra il 1938 al 1952, terminandola al sesto posto nel 1951.
Tra il 1950 e il 1960 la 500 Miglia faceva parte del Campionato mondiale di Formula 1, per questo motivo Banks ha all'attivo anche 3 Gran Premi in F1.
Banks è stato sepolto nel cimitero nord di Washington ad Indianapolis, Indiana.

## Risultati in Formula 1
| 1950 | Scuderia               | Vettura       |  |  |     |  |  |  |  |  |  | Punti | Pos. |
| ---- | ---------------------- | ------------- |  |  | --- |  |  |  |  |  |  | ----- | ---- |
| 1950 | Indianapolis Race Cars | Maserati 8CTF |  |  | Rit |  |  |  |  |  |  | 0     |      |

| 1951 | Scuderia                      | Vettura |  |   |  |  |  |  |  |  |  | Punti | Pos. |
| ---- | ----------------------------- | ------- |  | - |  |  |  |  |  |  |  | ----- | ---- |
| 1951 | Blue Crown Spark Plug/Hopkins | Moore   |  | 6 |  |  |  |  |  |  |  | 0     |      |

| 1952 | Scuderia                      | Vettura    |  |    |  |  |  |  |  |  |  | Punti | Pos. |
| ---- | ----------------------------- | ---------- |  | -- |  |  |  |  |  |  |  | ----- | ---- |
| 1952 | Blue Crown Spark Plug/Hopkins | Lesovsky D |  | 19 |  |  |  |  |  |  |  | 0     |      |

| 1953 | Scuderia             | Vettura    |  |    |  |  |  |  |  |  |  | Punti | Pos. |
| ---- | -------------------- | ---------- |  | -- |  |  |  |  |  |  |  | ----- | ---- |
| 1953 | Hopkins/Motor Racers | Lesovsky D |  | NQ |  |  |  |  |  |  |  | 0     |      |

| 1954 | Scuderia             | Vettura    |  |    |  |  |  |  |  |  |  | Punti | Pos. |
| ---- | -------------------- | ---------- |  | -- |  |  |  |  |  |  |  | ----- | ---- |
| 1954 | Hopkins/Motor Racers | Lesovsky D |  | NQ |  |  |  |  |  |  |  | 0     |      |

| Legenda | 1º posto     | 2º posto | 3º posto    | A punti         | Senza punti/Non class.  | Grassetto – Pole position Corsivo – Giro più veloce |
| Legenda | Squalificato | Ritirato | Non partito | Non qualificato | Solo prove/Terzo pilota | Grassetto – Pole position Corsivo – Giro più veloce |